# Park Archeologiczny Doliny Côa
Park Archeologiczny Doliny Côa (port. Parque Arqueológico do Vale do Côa) – kompleks archeologiczny rytów naskalnych z okresu paleolitu i neolitu, odkrytych w 1992 roku w okolicach miasta Vila Nova de Foz Côa w północno-wschodniej Portugalii. Jest to jedno z największych w Europie skupisk zabytków prehistorycznych.
Na stromych zboczach doliny Côa na odcinku około 17 kilometrów rozłożone są wyryte w skale sylwetki koni, kóz, i innych zwierząt (także wymarłych, takich jak tury). Wiek najstarszych zabytków ocenia się na ponad 22 tysiące lat, jednak ich dokładne datowanie węglowe jest niemożliwe ze względu na usunięcie próbek farby z nielicznych barwionych rytów podczas oczyszczania znalezisk z mchów i porostów.
W 1998 roku kompleks rytów naskalnych w dolinie Côa został przez organizację UNESCO wpisany na listę światowego dziedzictwa. W maju 2021 r. zespół archeologów z Portugalii odkrył tam dziesięciometrowy panel z petroglifami pochodzący z okresu sprzed 30 tys. lat.